# РД-263
РД-263 (індекс GRAU 15D117) — це рідинний ракетний двигун, що спалює N2O4 і НДМГ у циклі замкнутої схеми, багатої на окислювач. Чотири двигуни РД-263 утворюють рухову установку РД-264 (індекс ГРАУ 15Д119). Для Р-36М КБ «Південне» замовило «Енергомашу» лише першу рушійну установку замість обох ступенів, аргументуючи це тим, що вони перевантажені розробкою РД-270. До квітня 1970 року «Південне» отримало документацію на двигун. До кінця 1972 року Енергомаш почав випробування двигунів на власному стенді. А до вересня 1973 року двигун був сертифікований для польотів. Хоча двигун знято з виробництва, МБР, а також «Дніпро» залишаються в робочому стані станом на 2015 рік.

## Версії
Базовий двигун був використаний для
- РД-263 (Індекс GRAU: 15D117): Початкова версія використовувалася на першому ступені Р-36М і Р-36МУТТХ (15А14 і 15А18)[2][3].
- РД-268 (Індекс GRAU: 15D168): варіант, що використовується на першому ступені МР-УР-100 (15А15) і МР-УР-100УТТХ (15А16)[3][6][7][8].
- РД-273 (AKA РД-263F): покращена версія на основі проекту оновлення РД-263F. Версія використовується на першому ступені Р-36М2 (15А18М) і (15А18М2)[7][9][10][11].

| Двигун                  | РД-263 | РД-268 | РД-273 |
| ----------------------- | --- | --- | --- |
| AKA                     | 15D117 | 15D168 | РД-263Ф |
| Силова установка модуль | РД-264 | N/A | РД-274 |
| Розвиток                | 1969-1975 рр.                                                                                                  | 1970-1976 рр.                                                                                                  | 1982-1988 рр.                                                                                                  |
| Тип двигуна             | Поетапне спалювання з багатим рідким окислювачем із використанням палива N2O4/НДМГ із співвідношенням O/F 2,67 | Поетапне спалювання з багатим рідким окислювачем із використанням палива N2O4/НДМГ із співвідношенням O/F 2,67 | Поетапне спалювання з багатим рідким окислювачем із використанням палива N2O4/НДМГ із співвідношенням O/F 2,67 |
| Тиск у камері згоряння  | 20,6 МПа (2 990 psi)                                                                                           | 22,6 МПа (3 280 psi)                                                                                           | 22,6 МПа (3 280 psi)                                                                                           |
| Тяга, вакуум            | 1 130 кН (250 000 фунтс)                                                                                       | 1 240 кН (280 000 фунтс)                                                                                       | 1 240 кН (280 000 фунтс)                                                                                       |
| Тяга, на рівні моря     | 1 040 кН (230 000 фунтс)                                                                                       | 1 130 кН (250 000 фунтс)                                                                                       | 1 130 кН (250 000 фунтс)                                                                                       |
| I sp, вакуум            | 318c | 318,5с | 318c |
| I sp, на рівні моря     | 293c | 295,6с | 296c |
| Довжина                 | 2 150 мм (85 дюйм)                                                                                             | 2 150 мм (85 дюйм)                                                                                             | 2 150 мм (85 дюйм)                                                                                             |
| Ширина                  | 1 080 мм (43 дюйм)                                                                                             | 1 083 мм (42,6 дюйм)                                                                                           | 1 080 мм (43 дюйм)                                                                                             |
| Суха вага               | 870 кг (1 920 фунт)                                                                                            | 770 кг (1 700 фунт)                                                                                            | Невідомий |
| Використання            | Основний ступінь Р-36М (15А14) і Р-36МУТТХ (15А18)                                                             | МР-УР-100 (15А15) і МР-УР-100УТТХ (15А16) перший ступінь                                                       | Р-36М2 (15А18М) і (15А18М2) перший ступінь                                                                     |
| Статус                  | Знятий із виробництва                                                                                          | Відслужив | Відслужив |
| Список літератури       | [ 2 ] [ 3 ] [ 6 ] [ 9 ] [ 10 ] [ 11 ]                                                                          | [ 2 ] [ 3 ] [ 6 ] [ 9 ] [ 10 ] [ 11 ]                                                                          | [ 2 ] [ 3 ] [ 6 ] [ 9 ] [ 10 ] [ 11 ]                                                                          |

## Модулі
Деякі з цих двигунів були об'єднані в модулі кількох двигунів. Відповідними модулями та допоміжними двигунами є:
- РД-264 (індекс GRAU 15D119): модуль, що складається з чотирьох РД-263. Руховий модуль першого ступеня Р-36М і Р-36МУТТХ (15А14 і 15А18)[3][4].
- РД-274 (індекс GRAU): модуль, що складається з чотирьох РД-273. Руховий модуль першого ступеня Р-36М2 (15А18М) і (15А18М2)[7][11][14].